# Classe Aurore
La classe Aurore (chiamata anche classe Créole, dal nome della seconda unità) è stata l'ultima classe di sommergibili prodotti dall'industria navale francese per la Marine nationale prima della seconda guerra mondiale. Essi erano qualificati all'epoca di sottomarini di seconda classe detti da 630 tonnellate tipo Standard Amirauté Y3 (in francese: « Sous-marin de deuxième classe dit de 630 tonnes type Standard Amirauté Y3 »).

## Storia
La classe Aurore fu una classe di sommergibili della Marine nationale basata sulle serie da 600 e 630 tonnellate. La classe Minerve e la successiva classe Aurore costituiscono le ultime due evoluzioni della serie da 630 tonnellate e appartengono allo Standard Amirauté.
Il Type 600 e il Type 630, comprendeva diverse sottoclassi di sommergibili francesi, costruiti nel periodo tra le due guerre mondiali:
Type 600
- 4 classe Sirène (Q123, Q124, Q132, Q133)
- 4 classe Ariane (Q121, Q122, Q130, Q131)
- 4 classe Circé (Q125, Q126, Q134, Q135)

Type 630
- 5 classe Argonaute (NN6, NN6, Q162, Q176, Q177)
- 2 classe Orion (Q165, Q166)
- 9 classe Diane (NN4, NN5, Q159, Q160, Q161, Q163, Q164, Q174, Q175)

Type 630 Standard Amirauté
- 6 classe Minerve - T2
- 7 (+8) classe Aurore - Y3
- (13) classe Phénix - Y4 (classe non costruita)

Le due serie – Type 600 e Type 630 – erano equivalenti alla Classe 600 italiana, alla Classe S britannica e al Tipo VII tedesco.
La classe Aurore (chiamata anche classe Créole nel dopoguerra, dal nome della seconda unità che fu in servizio fino al 1962) fu una classe di sommergibili costieri della Marine nationale costruiti in Francia alla fine degli anni 30.
La classe prevedeva in totale 15 sommergibili, ma l'inizio della seconda guerra mondiale e la sconfitta della Francia nella campagna di Francia impedirono il completamento di 8 sommergibili che erano ancora in costruzione e che quindi rimasero incompiuti nei cantieri navali.
L'unità capoclasse, l'Aurore (Q192) fu affondata a Tolone nel 1942 e 3 sommergibili furono catturati dai tedeschi ed entrarono in servizio nella Kriegsmarine come sommergibili d'addestramento.
Nel dopoguerra, 5 sommergibili, alcuni completati dopo la guerra, furono in servizio nella Marine nationale, 3 furono aggiornati secondo il programma GUPPY e dotati di snorkel e rimasero in servizio fino agli anni 60.

## Sommergibili
| Nome                    | In servizio | Disarmato | Note                                                                                         |
| ----------------------- | ----------- | --------- | -------------------------------------------------------------------------------------------- |
| Aurore (Q192)           | 1939        | 1942      | affondato nel 1942                                                                           |
| Créole (Q193-S606)      | 1940        | 1962      | utilizzato anche nel dopoguerra dalla Marina francese                                        |
| Bayadère (Q194)         | -           | -         | rimasto incompleto                                                                           |
| Favorite (Q195)         | 1942        | 1944      | utilizzato anche dalla Kriegsmarine col nome UF-2                                            |
| L'Africaine (Q196-S607) | 1940        | 1961      | utilizzato anche dalla Kriegsmarine col nome UF-1 e poi nel dopoguerra dalla Marina francese |
| Astrée (Q200-S608)      | 1941        | 1964      | utilizzato anche dalla Kriegsmarine col nome UF-3 e poi nel dopoguerra dalla Marina francese |
| Andromède (Q201-S601)   | 1953        | 1964      | utilizzato nel dopoguerra dalla Marina francese                                              |
| Antigone (Q202)         | -           | -         | rimasto incompleto, cantieri Schneider et Cie a Chalon-sur-Saône                             |
| Andromaque (Q203)       | -           | -         | rimasto incompleto                                                                           |
| Artémis (Q206-S603)     | 1954        | 1965      | utilizzato nel dopoguerra dalla Marina francese                                              |
| Armide (Q207)           | -           | -         | rimasto incompleto                                                                           |
| Hermione (Q211)         | -           | -         | rimasto incompleto                                                                           |
| Gorgone (Q212)          | -           | -         | rimasto incompleto                                                                           |
| Clorinde (Q213)         | -           | -         | rimasto incompleto                                                                           |
| Cornélie (Q214)         | -           | -         | rimasto incompleto                                                                           |